# Ведмеже (Довжанський район)
Ведме́же (до 1924 — Яновське, в 1924—2016 — Володарськ) — селище в Довжанській міській громаді Довжанського району Луганської області України.
Знаходиться на тимчасово окупованій території України.

## Географія
Географічні координати: 48°7' пн. ш. 39°35' сх. д. Часовий пояс — UTC+2. Загальна площа села — 8,79 км².
Селище міського типу розташоване у східній частині Донбасу за 12 км від Довжанська. Найближча залізнична станція — Ізотове, за 2 км.

## Історія
Поселення засноване 1905 року у зв'язку з будівництвом шахти № 10. У 1923 році робітниче селище шахти № 10 імені Володарського було перейменоване в селище Володарськ на честь радянського партійного діяча М. Володарського.
Перша назва селища — Собачівка. Статус селища міського типу — з 1938 року.
12 червня 2020 року, відповідно до Розпорядження Кабінету Міністрів України № 717-р «Про визначення адміністративних центрів та затвердження територій територіальних громад Луганської області», увійшло до складу Довжанської міської громади.
17 липня 2020 року, в результаті адміністративно-територіальної реформи та ліквідації  колишніх Довжанського (1938—2020) та Сорокинського районів, увійшло до складу новоутвореного Довжанського району.

## Населення

### Мова
Розподіл населення за рідною мовою за даними перепису 2001 року:
| Мова            | Кількість | Відсоток |
| --------------- | --------- | -------- |
| російська       | 2156      | 65.85%   |
| українська      | 1093      | 33.38%   |
| румунська       | 10        | 0.31%    |
| білоруська      | 1         | 0.03%    |
| циганська       | 1         | 0.03%    |
| інші/не вказали | 11        | 0.40%    |
| Усього          | 3274      | 100%     |

За даними перепису 2001 року населення селища становило 3 274 особи, з них 33,38 % зазначили рідною українську мову, 65,85 % — російську, а 0,77 % — іншу.